# Cabraca unigona
Cabraca unigona är en mångfotingart som beskrevs av Shear 1982. Cabraca unigona ingår i släktet Cabraca och familjen Cleidogonidae. Inga underarter finns listade i Catalogue of Life.